# Privacy Tools
Privacy Tools é um fornecedor de software de privacidade e governança de dados. A empresa está sediada em Porto Alegre, Rio Grande do Sul, Brazil e foi criada em resposta ao aumento da regulamentação e das leis de privacidade na Internet no Brasil. A empresa alcançou em 2023 um crescimento de 100%, atingindo um valor de mercado superior a R$ 100 milhões.  De acordo com a Istoé, a Privacy Tools é empresa líder no mercado brasileiro em soluções referentes à Lei Geral de Proteção de Dados Pessoais

## História
Apesar do nome, Privacy Tools é uma plataforma genuinamente brasileira. Ela surgiu para facilitar o cumprimento, por parte das empresas, da Lei Geral de Proteção de Dados (LGPD), que está em vigor no país desde 2020. Para fazer isso de forma eficiente, seus idealizadores empregam tecnologias como blockchain e inteligência artificial. Segundo o CEO da empresa, Aline Deparis, “A privacidade nasceu com a intenção de entregar tecnologia com propósito.” Isso é conseguido por meio de soluções de gestão de privacidade com módulos projetados para uso em diversos segmentos de mercado e para atender regras relacionadas a diferentes legislações, seja a LGPD brasileira ou o GDPR europeu. Desde o seu início, o faturamento cresceu três dígitos anualmente: 661% em 2021, 300% em 2022 e 100% em 2023. Hoje, atende mais de 700 empresas e é avaliado em R$ 100 milhões.
Em 2022, a plataforma recebeu R$ 2 milhões da empresa de capital de risco Bossanova, especializada em investimentos pré-sementes para startups, e também garantiu financiamento da empresa de gestão Domo Invest.
A solução da Privacy Tools é utilizada pelas maiores empresas brasileiras como Linx, Copel, FIEMG, e Rede D'or.

## Produtos[2]
A Privacy Tools é especializada em privacidade B2B, governança de dados, GRC, ESG e software de conformidade de privacidade como data mapping (mapeamento de dados), data discovery, consentimentos, cookies, pedidos de titulares entre outros. 